# Sabella
Sabella Linnaeus, 1767  è un genere di anellidi policheti canalipalpati della famiglia Sabellidae.

## Specie
Al febbraio 2024 sono presenti 241 specie, nelle quali sono presenti:
- Sabella crassicornis (Sars)
- Sabella discifera (Grube, 1874)
- Sabella flabellata (Savigny, 1820)
- Sabella fusca (Grube, 1870)
- Sabella media
- Sabella melanostigma
- Sabella pavonina (Savigny, 1818)
- Sabella sarsi (Kroeyer, 1856)
- Sabella spallanzanii (Viviani, 1805)
- Sabella variabilis (Langerhans, 1884)
- Sabella variegata

## Habitat e distribuzione
Animali tipicamente bentonici, vivono su fondali mobili, sabbiosi o fangosi. Reperibili pressoché in tutti i mari, anche a grandi profondità.

## Descrizione
Vivono all'interno di un tubo di consistenza cartacea, prodotto dall'animale, dentro cui ritira in caso di pericolo. È munito nella zona cefalica di branchie filiformi ricoperte di cilia e di ghiandole mucose, la cui funzione è di invischiare le particelle alimentari.

## Alimentazione e comportamento
È un tipico animale filtratore, che si nutre di plancton e detrito in sospensione.